# Награда „Станислав Винавер”
Награда „Станислав Винавер” додељивана је у периоду од 1993. до 1996. за највредније дело објављено на српском језику у прошлој години, из свих области у којима се огледао Станислав Винавер.
Награду у част књижевника Станислава Винавера основало је и додељивало Друштво пријатеља Станислава Винавера из Београда. Додељивана је за највредније дело објављено на српском језику у прошлој години, из свих области у којима се огледао Станислав Винавер (проза, поезија, есеј, критика и публицистика и преводилаштво), које „припада модерној концепцији књижевне уметности за коју се залагао Станислав Винавер”. Могао ју је добити само држављанин Републике Србије.
Награда се састојала од дипломе и новчаног износа, а додељивао ју је Жири који је именовало Друштво. Свечано уручење приређивано је 1. марта, на дан рођења Станислава Винавера.
Након 1996. није додељивана услед лоше финансијске ситуације.

## Добитници

#### Награда за прозу
- 1993 — Мирослав Јосић Вишњић, за књигу Приступ у кап и семе.
- 1994 — Давид Албахари, за књигу Пелерина.
- 1995 — није додељена
- 1996 — Светислав Басара, за књиге Уклета земља и Дрво историје.

#### Награда за поезију
- 1993 — Иван В. Лалић, за књигу Писмо.
- 1994 — Новица Тадић, за књигу Крај године.
- 1995 — није додељена
- 1996 — Алек Вукадиновић, за књигу Тамни там и Беле басме.

#### Награда за есеј/критику
- 1993 — Јован Христић, за књигу Позоришни реферати.
- 1994 — Љубиша Јеремић, за књигу Глас из времена.
- 1995 — Драгиша Живковић, за књигу Европски оквири српске књижевности.
- 1995 — Новица Петковић, за књигу Лирика Милоша Црњанског.
- 1995 — Михајло Пантић, за књигу Александријски синдром 2.
- 1996 — Јован Зивлак, за књигу Једење књиге.

#### Награда за прву књигу
- 1993 — Тања Поповић, за књигу Последње Сарајлијино дело.
- 1994 — Мирјана Детелић, за књигу Митски простор и епика.
- 1995 — Бојан Јовић, за књигу Лирски роман српског експресионизма.
- 1996 — Мило Ломпар, за књигу Смисао завршетка у роману.

#### Остале награде
- 1994 — Јовица Аћин, за изузетан ауторски пројекат, за књиге Гатања по пепелу и Уништити после моје смрти.
- 1996 — Милосав Тешић, за изузетан песнички пројекат, за књигу Прелест севера.

## Напомена
Награда нема везе са истоименом наградом коју је Град Шабац први пут доделио 2020.